# Kongress-Säule

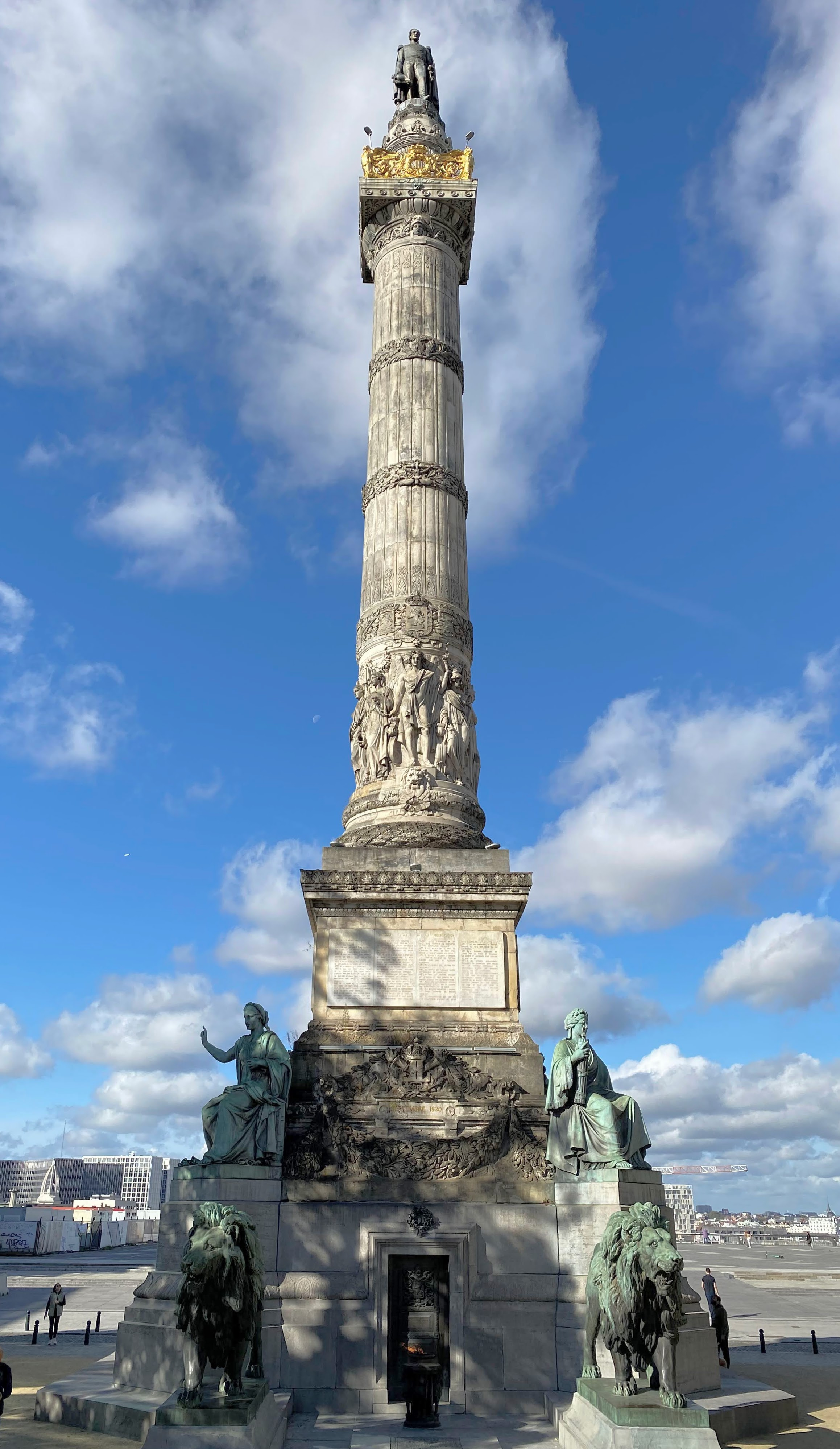
Die Kongress-Säule auf die Place du Congrès in Brüssel

Die Kongress-Säule (Colonne du Congrès/Congreskolom) ist ein Denkmal auf dem Kongressplatz (Place du Congrès / Congresplein) in Brüssel. Die Säule erinnert an die Erschaffung des belgischen Staates und der Verfassung durch die Nationalversammlung 1830–1831. Auf Initiative von Charles Rogier wurde sie zwischen 1850 und 1859 errichtet. Der Entwurf stammt von Joseph Poelaert und wurde inspiriert durch die Trajanssäule in Rom.

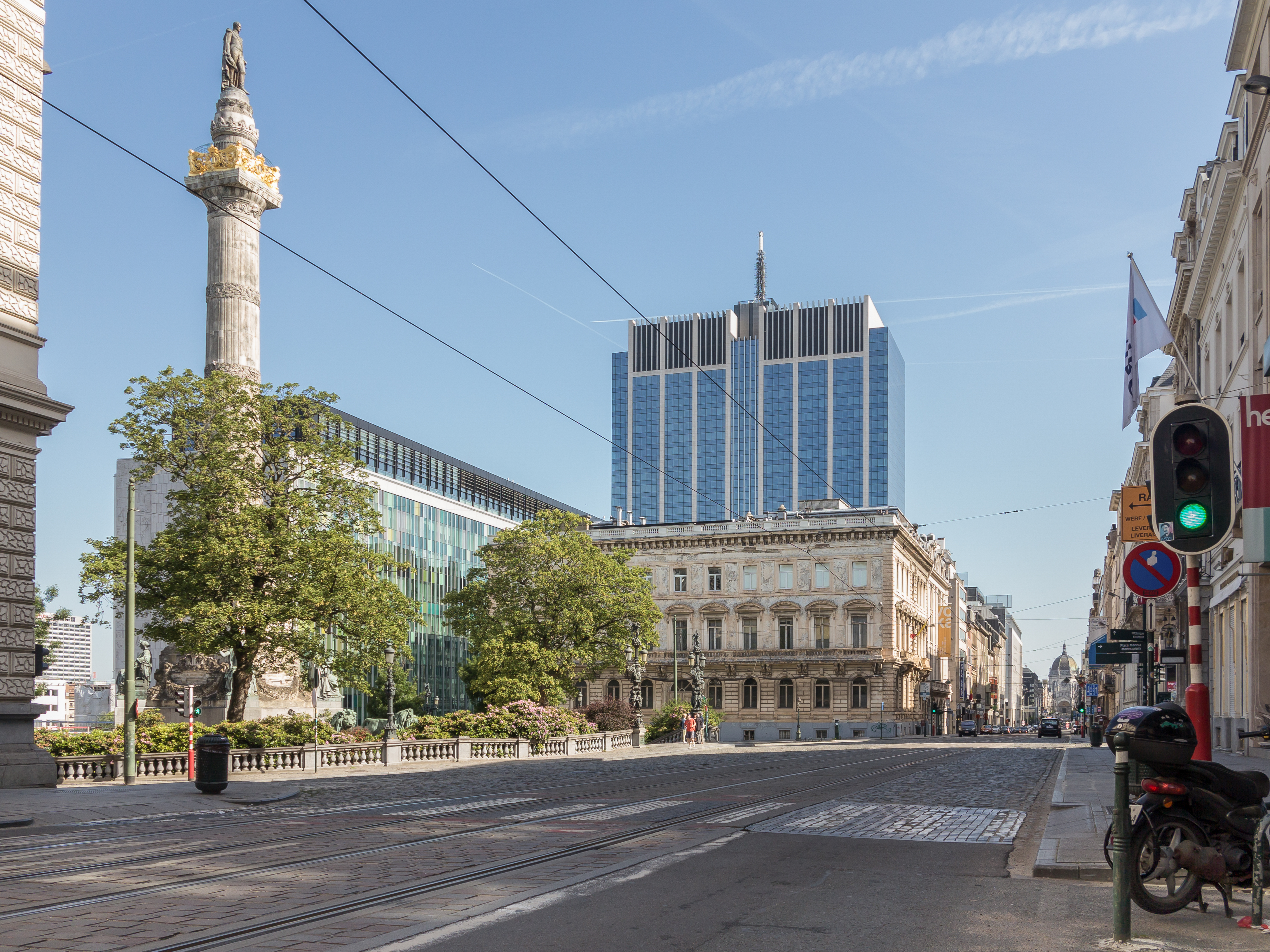
Kongress-Säule in der Straße
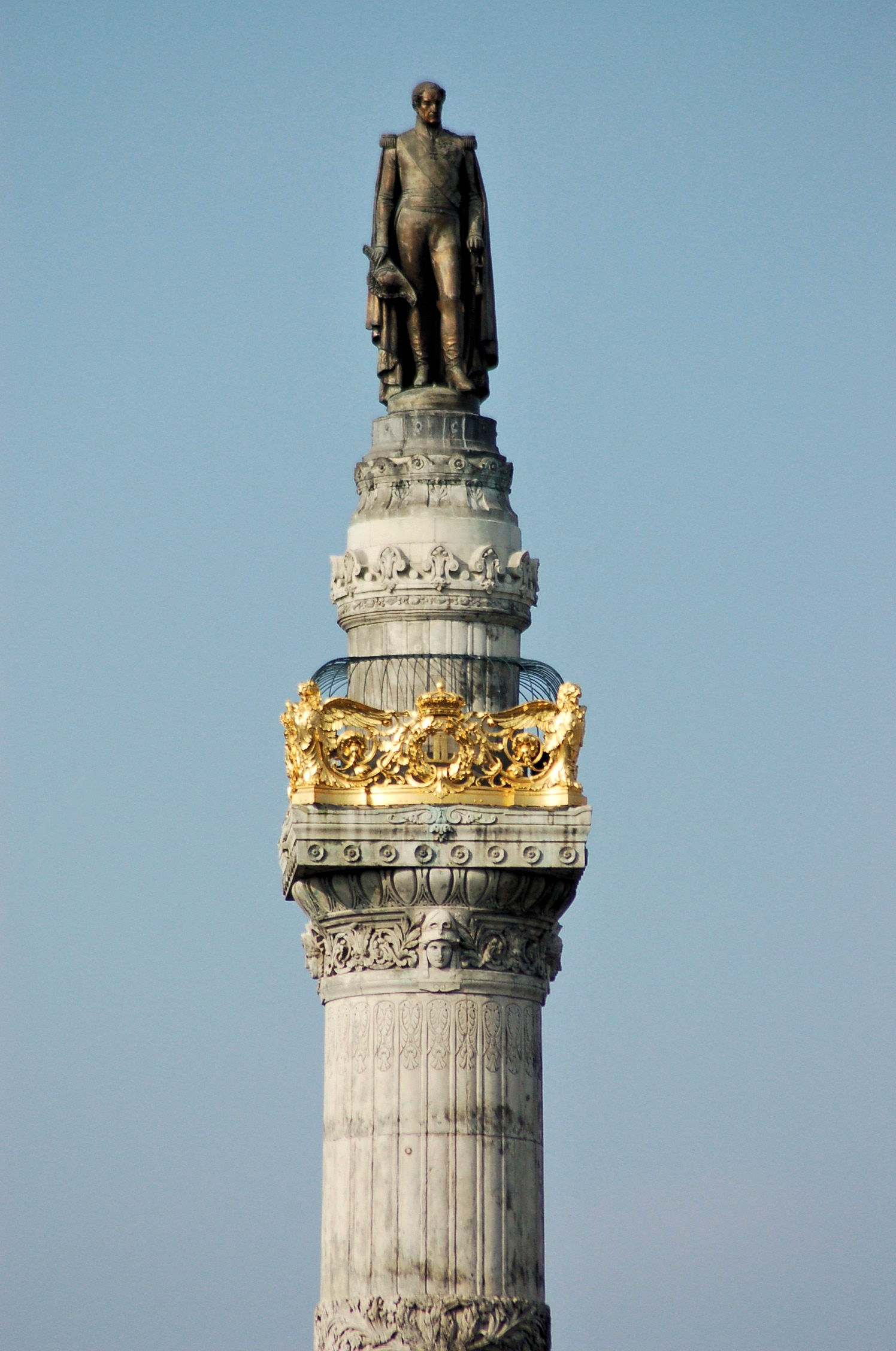
Statue Leopold I. auf der Spitze der Säule
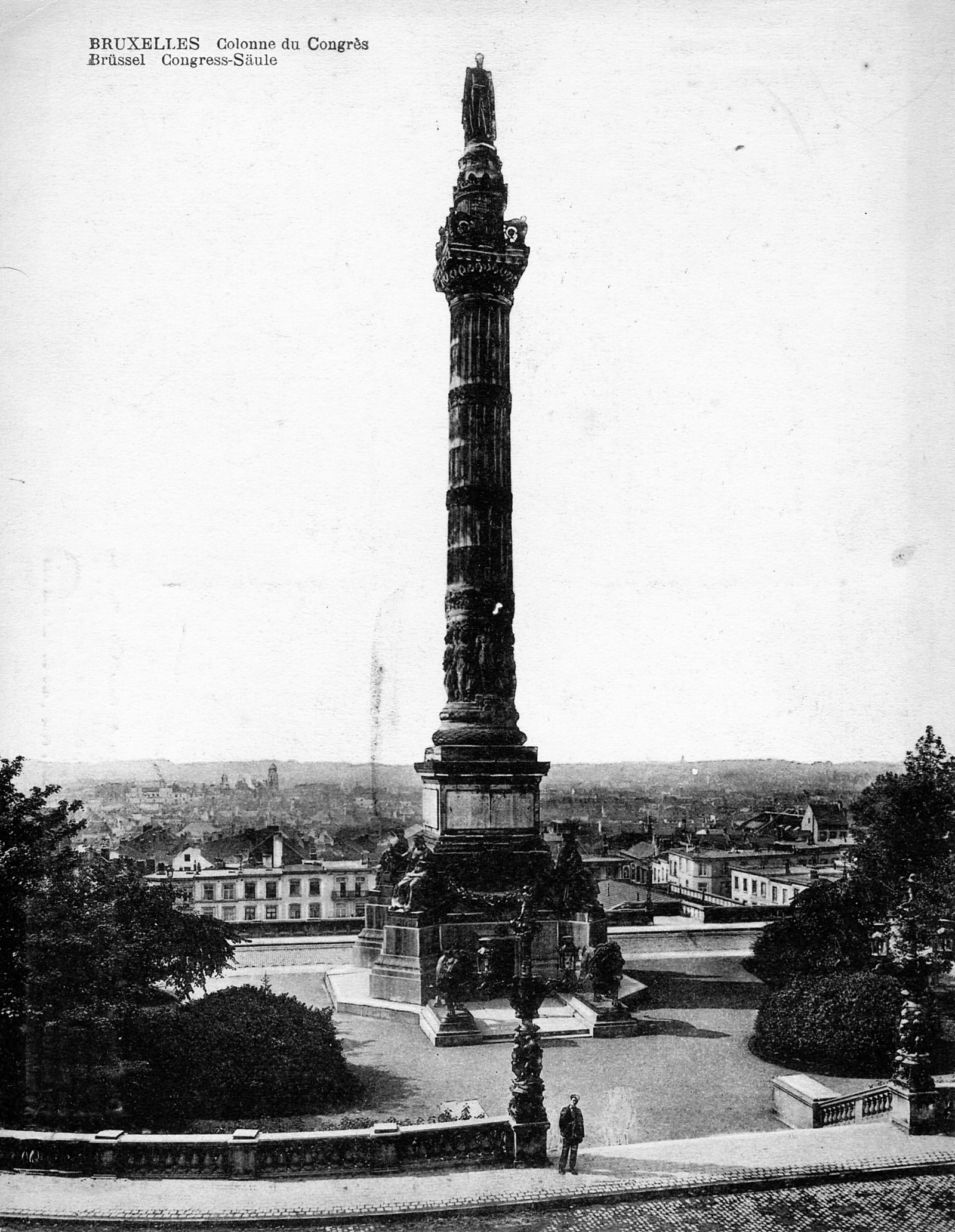
Alte Postkartenansicht der Säule

Koordinaten: 50° 51′ 0″ N, 4° 21′ 48″ O